# 新米哈伊利夫卡 (尼科波爾區)
47°44′58″N 34°55′46″E / 47.74944°N 34.92944°E
新米哈伊利夫卡（烏克蘭語：Новомихайлівка）是烏克蘭中部的村莊，隸屬第聶伯羅彼得羅夫斯克州尼科波爾區的托馬基夫卡市鎮。該村距離扎波罗热巴尔卡1公里，海拔高度111米，2001年人口14。